# Acide laccaïque

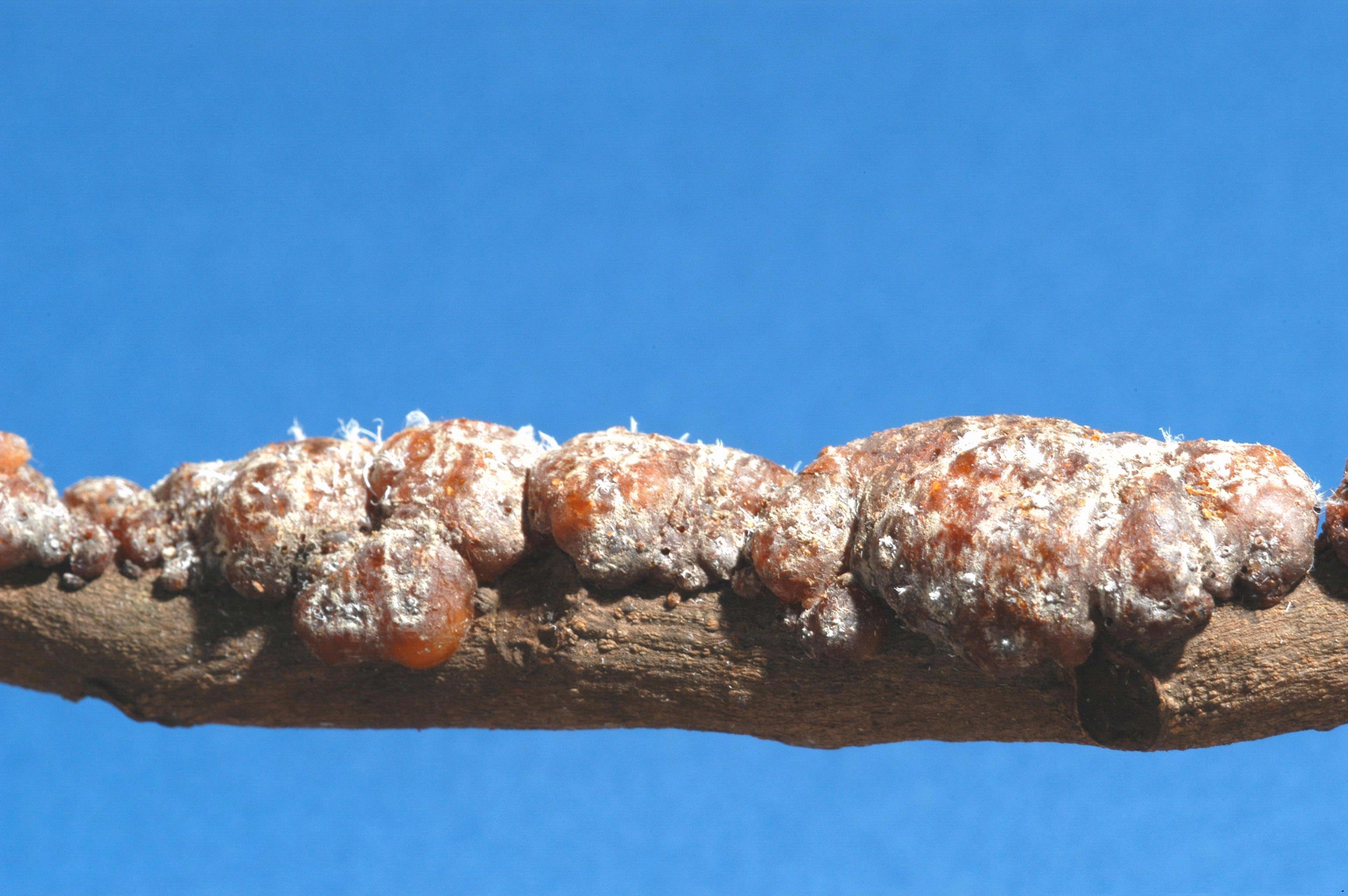
Cochenilles Kerria lacca

Les acides laccaïques ou acides laccaïniques sont un groupe de cinq dérivés de l'anthraquinone, notés de A à E, constituant la gomme-laque rouge obtenue à partir de la cochenille Kerria lacca,, tout comme l'acide carminique ou l'acide kermésique. Le mélange d'acides laccaïques A-E est également connu sous le nom de Natural Red 25.
| Acides laccaïques    |                          |                   |                   |                   |                   |
| Nom                  | Acide laccaïque A        | Acide laccaïque B | Acide laccaïque C | Acide laccaïque D | Acide laccaïque E |
| Formule structurelle |                          |                   |                   |                   |                   |
| Formule brute        | C26H19NO12               | C24H16O12         | C25H17NO13        | C16H10O7          | C24H17NO11        |
| Masse molaire        | 537,44 g·mol−1           | 496,38 g·mol−1    | 539,41 g·mol−1    | 314,25 g·mol−1    | 495,40 g·mol−1    |
| Numéro CAS           | 15979-35-8               | 17249-00-2        | 23241-56-7        | 18499-84-8        | 14597-16-1        |
| Numéro CAS           | 60687-93-6 (Mélange A-E) |                   |                   |                   |                   |